# Wybory lokalne w Białoruskiej SRR w 1990 roku
Wybory lokalne w Białoruskiej SRR w 1990 roku – wybory do obwodowych, rejonowych, miejskich, osiedlowych i wiejskich rad deputowanych ludowych Białoruskiej SRR. Były to pierwsze wybory lokalne w historii Białorusi, a zarazem ostatnie wybory w tym kraju przed ogłoszeniem niepodległości. Ich wyniki miały istotny wpływ na proces budowy niezależnego państwa białoruskiego po rozpadzie ZSRR, ponieważ wybrani wówczas deputowani pełnili swoją funkcję także po ogłoszeniu niepodległości Białoruskiej SRR i przekształceniu jej w Republikę Białorusi. Większość wybranych deputowanych stanowili członkowie Komunistycznej Partii Związku Radzieckiego i Komsomołu. W momencie ogłoszenia niepodległości Białorusi 67,4% członków miejscowych rad należało do tych dwóch ugrupowań. Najlepsze wyniki uzyskały one w wyborach do rad szczebla obwodowego.